# Darren Ewing
Darren Ewing est un réalisateur, producteur et acteur britannique né le 9 juillet 1965 à Glasgow (Écosse).

## Filmographie

### comme réalisateur
- 2001 : Tough Enough (série TV)
- 2002 : The Osbournes (série TV)
- 2004 : My Life Is a Sitcom (série TV)
- 2004 : Manhunt: The Search for America's Most Gorgeous Male Model (série TV)
- 2005 : Cold Turkey (série TV)

### comme producteur
- 2003 : "The Anna Nicole Show" (2002) TV Series

### comme acteur
- 1985 : Mischief (en) de Mel Damski : Ted
- 1990 : Troll 2 : Arnold[1]